# Mohamed Jamis Jalaf
Mohamed Jamis Jalaf (23 de febrero de 1969) es un deportista emiratí que compitió en levantamiento de potencia adaptado. Ganó tres medallas en los Juegos Paralímpicos de Verano entre los años 2004 y 2016.

## Palmarés internacional
| Juegos Paralímpicos | Juegos Paralímpicos     | Juegos Paralímpicos | Juegos Paralímpicos |
| Año                 | Lugar                   | Medalla             | Categoría           |
| ------------------- | ----------------------- | ------------------- | ------------------- |
| 2004                | Atenas (Grecia)         | Medalla de oro      | –82,5 kg            |
| 2008                | Pekín (China)           | Medalla de plata    | –90 kg              |
| 2016                | Río de Janeiro (Brasil) | Medalla de oro      | –88 kg              |